# Robert Reyntiens
Robert Florent Joseph Ghislain Nicolas Reyntiens (Sint-Joost-ten-Node, oktober 1853 - Waterloo, 13 oktober 1913) was een militair en Belgisch lid van het Internationaal Olympisch Comité.

## Biografie
Reyntiens studeerde af aan de artillerie-afdeling van de Militaire School in Brussel als onderluitenant van de 38ste promotie (1872-1877). Hij werd gepromoveerd tot luitenant op 24 december 1877. Uit zijn militaire dossier bleek dat hij door de correctionele rechtbank van Brussel tot acht dagen gevangenisstraf en een geldboete van 150 frank was veroordeeld omdat hij als een secondant in een duel had bijgestaan. Dit lijkt zijn militaire loopbaan echter niet te hebben belemmerd. Als 32-jarige luitenant in de artillerie en als een fervent schermer, werd hij de eerste commandant van de École Militaire d'Escrime (Militaire Schermschool) toen deze school werd opgericht in Brussel op 22 december 1885. De instelling opende zijn deuren op 12 januari 1986. Slechts drie maanden later diende hij al zijn ontslag in als directeur van de school. 
Reyntiens werd op 8 juli 1888 benoemd tot 'attaché à la Maison militaire du Roi', maakte dus onderdeel uit van het Militair Huis, gegeven zijn eerdere loopbaan een teken van uitstekende connecties met de 'hogere kringen' van het Belgische koninkrijk. In hetzelfde jaar werd hij gepromoveerd tot 'capitaine en second de 1er class' en in 1891 tot kapitein-commandant. De Koninklijke Almanak editie 1890-1898 noemt de volgende eretitels van artilleriekapitein Robert Reyntjens: ridder van de Orde van Sint-Anna van Rusland (3e klasse); ridder van de Orde van Sint-Gregorius de Grote; ridder 3e klasse van de Kroonorde van Pruisen; en officier van de Orde van de Eikenkroon. Hij verscheen op een gouacheschilderij van Frédéric Regamey, die een groepsportret vertegenwoordigde van de 'fijne fleur' van de Belgische schermers in 1891, dat later werd herdrukt in L'escrime française et les sports illustrés (1894, 6 (112) Janvier). 
Robert Reyntiens was niet alleen een gereputeerde schermer, maar ook een van de voetbalpioniers in de Belgische hoofdstad, waar hij de grondlegger werd van de voetbalsectie van de Léopold Club de Bruxelles, opgericht op 11 februari 1893. Twee van zijn drie zonen uit zijn huwelijk met zijn eerste echtgenote waren ook clubleden. 
Reyntiens nam ontslag uit het leger op 7 november 1898 en verfijnde zijn schermkunsten. Na het ontslag van Maxime de Bousies dat inging op 31 december 1900 was er een vacante positie in het Internationaal Olympisch Comité. Reyntiens werd gecoöpteerd op 24 januari 1901 als 32e lid van het IOC. Zijn 'passage olympique' duurde slechts tot het voorjaar van 1902 en hij zou in januari 1903 worden vervangen door graaf Henri de Baillet Latour. Koning Leopold II had IOC-voorzitter Pierre de Coubertin tijdens een bezoek aan Parijs op 15 december 1901 beloofd, om het Olympisch Congres van 1904 in Brussel te organiseren. Leopold II gaf de opdracht aan zijn Aide de camp Reyntiens, kersvers lid van het IOC. Coubertin moest Leopold II evenwel enkele maanden later antwoorden dat het congres moest worden uitgesteld tot 1905, vanwege het ontslag van Robert Reyntiens in het voorjaar van 1902, die volgens Coubertin "... bang was om de verantwoordelijkheid het congres te organiseren op te nemen...". Coubertin vermeldde ook dat de burgemeester van Brussel, Emile De Mot, had geweigerd om het congres in zijn stadhuis te houden, maar dat Henri de Baillet Latour geregeld had het congres in het Palais des Académies te huisvesten, dat toch beter gelegen en geschikter was. De ruzie tussen Coubertin en Reyntiens omtrent diens aarzelen culmineerde in een fel conflict en Coubertin schreef in zijn memoires dat het abrupte aftreden van Reyntiens bijna leidde tot een 'rencontre' (een duel), wat gelukkig werd voorkomen door de spontane tussenkomst van een Franse diplomaat, die een vriend van het IOC was. Coubertin, hoewel een scherp schermer zelf, was immers zeker geen partij tegen de bekwame Belgische militaire zwaardvechter. 
Na zijn tumultueuze Olympische avontuur hernam Reyntiens zijn militaire carrière in 1903. Hij werd gepromoveerd tot reserve majoor in 1908 en beëindigde zijn legerloopbaan op 6 januari 1913.
Reyntiens was tweemaal gehuwd en kreeg vier kinderen uit een eerste huwelijk, drie zonen (waaronder Guy Reyntiens) en een dochter. Nadat zijn eerste vrouw was overleden, trouwde hij op 5 oktober 1897 met lady Alice Josephine Bertie, dochter van Montagu Arthur Bertie, 7e graaf van Abington. Zij hadden een dochter, Priscilla Cecilia Maria Worsthome Reyntiens, gekend als The Lady Norman na haar tweede huwelijk met Montagu Collet Norman, gouverneur van de Bank of England. Hun dochter zelf was onder meer vicevoorzitter van het Britse Royal College of Nursing en erevoorzitter van de World Federation of Mental Health.